# Ronny Johnsen
Pour les articles homonymes, voir Johnsen.
Ronny Johnsen, né le 10 juin 1969 à Sandefjord  (Norvège), est un footballeur norvégien, qui évoluait au poste de défenseur central à Manchester United et en équipe de Norvège.
Johnsen a marqué trois buts lors de ses soixante-deux sélections avec l'équipe de Norvège entre 1991 et 2007. 

## Biographie
Souvent freiné par des blessures, il a tout de même joué 99 matches pour Manchester United entre 1996 et 2002. À 39 ans passés, il jouait encore pour le club norvégien de Vålerenga IF.

## Carrière
- 1989-1991 : Eik-Tønsberg
- 1992-1993 : FC Lyn Oslo
- 1994-1995 : Lillestrøm SK
- 1995-1996 : Beşiktaş
- 1996-2002 : Manchester United
- 2002-2004 : Aston Villa
- 2004 : Newcastle United
- 2005-2008 : Vålerenga IF  [1]

## Palmarès

### En équipe nationale
- 62 sélections et 3 buts avec l'équipe de Norvège entre 1991 et 2007.
- Participation à la coupe du monde 1998.

### Avec Manchester United
- Vainqueur de la Ligue des champions de l'UEFA en 1999.
- Vainqueur de la Coupe intercontinentale en 1999.
- Vainqueur du Championnat d'Angleterre de football en 1997, 1999, 2000 et 2001.
- Vainqueur de la Coupe d'Angleterre de football en 1999.
- Vainqueur du Community Shield en 1997.

### Avec Vålerenga IF
- Vainqueur du Championnat de Norvège de football en 2005.
- Vainqueur de la Coupe de Norvège de football en 2008.